# Berneński pies pasterski
Berneński pies pasterski – rasa psów, należąca do sekcji szwajcarskich psów pasterskich. Zgodnie z klasyfikacją amerykańską, należy do grupy psów pracujących. Typ dogowaty. Nie podlega próbom pracy.

## Rys historyczny
Przodkowie dzisiejszych berneńskich psów pasterskich dotarli na tereny Szwajcarii wraz z legionami rzymskimi. W latach 20. XX wieku odkryto czaszkę psa sprzed około 4000 roku p.n.e. Znaleziono także pozostałości czaszek potwierdzające obecność psów w typie współczesnego berneńskiego psa pasterskiego, pomiędzy 1000–600 r. p.n.e. nad Jeziorem Zuryskim. Pozwala to sądzić, że tego typu psy żyły na terenach szwajcarskich przed przybyciem Rzymian.
Berneńczykami jako rasą we współczesnym rozumieniu zaczęto interesować się na przełomie XIX i XX wieku, początkowo na terenach Prealp w okolicach Schwarzenburga. Psy te występowały także w dolinie Emmental, niedaleko Berna i Burgdorfu jako psy stróżujące obejścia oraz zwierząt hodowlanych, a także jako psy zaganiające. Gdy na terenach nizinnych Szwajcarii zaczęły powstawać w dużej liczbie serownie, berneńczyki wykorzystywano dodatkowo jako psy transportujące, zaprzęgane do wózków z nabiałem. Opisywano je wówczas jako duże, masywne zwierzęta z głową o mocnej budowie i najczęściej czarnym umaszczeniu (wierzono, że czarne psy odpędzają złe duchy, dlatego preferowano taką maść).
Pod koniec XIX w, w małej miejscowości Dürrbach, za sprawą tamtejszego oberżysty, który hodował i sprzedawał gościom trójkolorowe psy, rasa zyskała pierwszą oficjalną nazwę; brzmiała ona Dürrbachler. W 1899 roku powstał Związek Kynologiczny „Berna” zrzeszający hodowców psów rasowych z kantonu berneńskiego. Pierwszym inicjatorem powstania czystej hodowli berneńskiego psa pasterskiego był żyjący w latach 1867–1945 Fritz Probst, właściciel kawiarni i myśliwy. Po międzynarodowej wystawie w Bernie w 1904 roku,  psy tej rasy zostały zauważone i docenione przez środowisko kynologów. Od tamtej pory zaczęło wzrastać także zainteresowanie tą rasą osób o wyższym statusie materialnym, takich jak handlowcy czy fabrykanci.
Pierwsi hodowcy berneńskich psów pasterskich uważali, że zwierzę tej rasy musi mieć rozszczepioną truflę nosa. Do odstąpienia od tej zasady doprowadził dopiero Albert Heim.
Panująca wówczas moda na bernardyny sprawiła jednak, że berneńczyk był mniej popularny. Na początku XX wieku profesor Albert Heim i Franz Schertenleib odnaleźli kilka psów na terenie szwajcarskich farm i rozpoczęto ratowanie rasy.
W 1907 roku założono Schweizerische Dürrbach-Klub i opublikowano pierwszy wzorzec. Nazwę Dürrbachler zmieniono na Berner Sennenhund – berneński pies pasterski. W 1913 roku rasa została uznana przez Szwajcarski Związek Kynologiczny.

## Wygląd

### Budowa

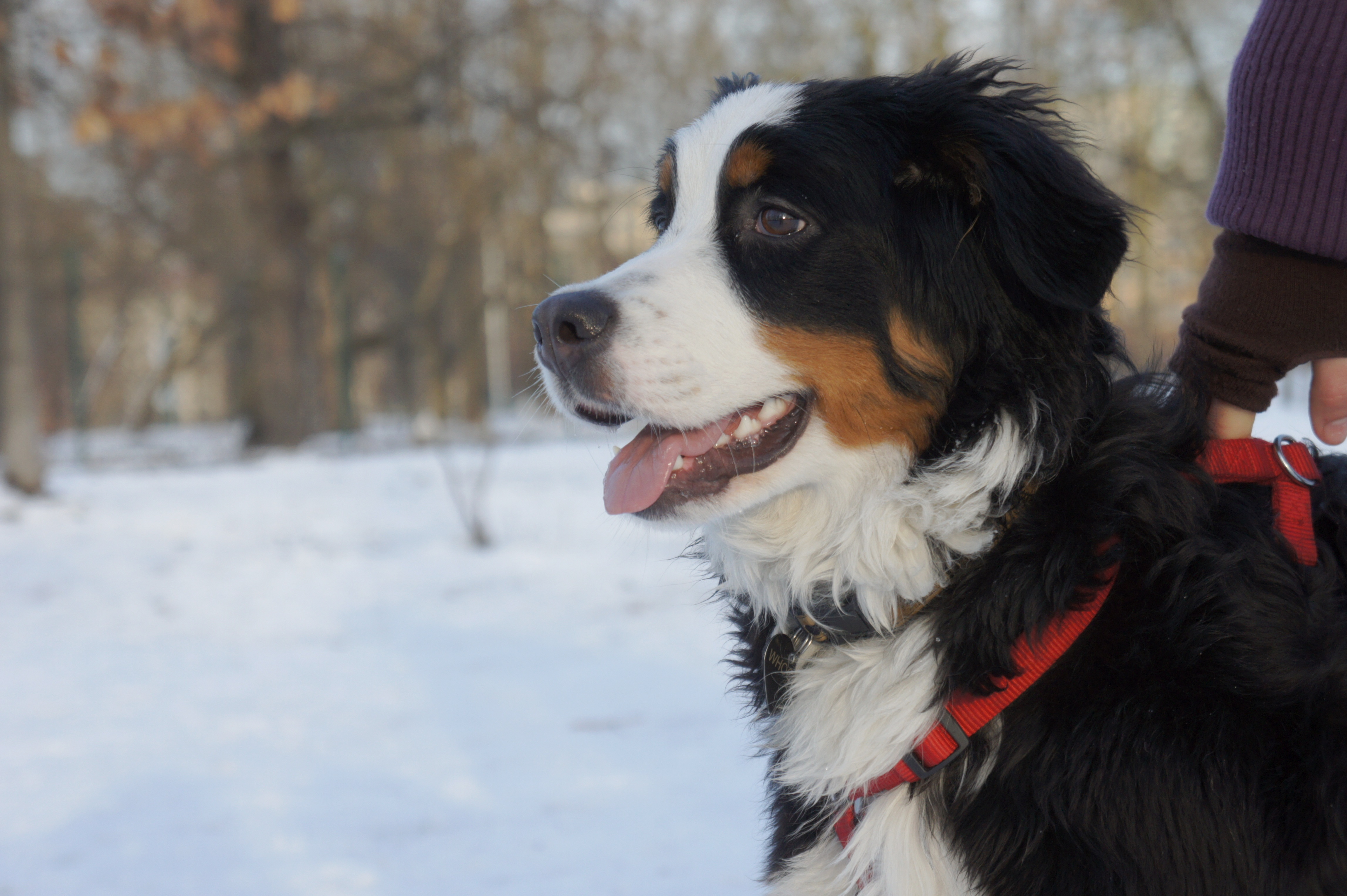
Głowa "berneńczyka" z widocznym rozmieszczeniem znaczeń na sierści

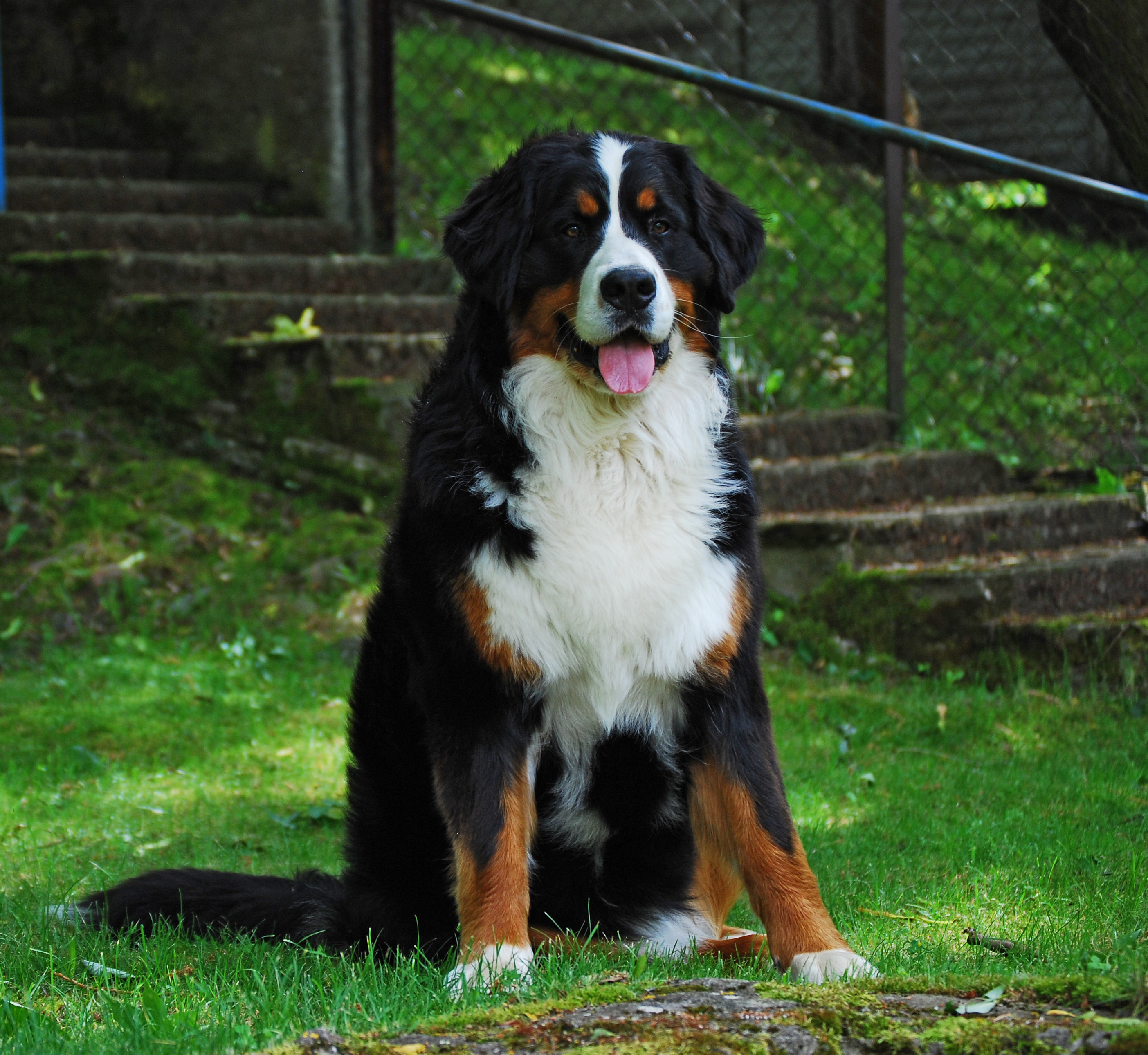
10 miesięczna suka - Berneńczyk

Berneński pies pasterski jest mocny, duży, lecz nie ociężały. Długi ogon, bujnie owłosiony, trzymany jest nisko podczas spoczynku, uniesiony nie powinien sięgać powyżej linii grzbietu. Ciemnobrązowe oczy są owalne. Uszy osadzone wysoko swobodnie opadają wzdłuż policzków.
Prawidłowe proporcje sylwetki psa:
- stosunek wysokości w kłębie do długości tułowia 9:10;
- raczej krępy niż długi;
- idealny stosunek wysokości w kłębie do głębokości klatki piersiowej 2:1;
- Głowa: mocna, proporcjonalna do całej budowy, nie za potężna.
- Mózgoczaszka: widziana z profilu i od przodu jest lekko wypukła, słabo zaznaczona bruzda czołowa.
- Stop: wyraźnie, ale niezbyt mocno zaznaczony, mocna, średniej długości kufa.
- Kufa: mocna, średniej długości, grzbiet nosa prosty.
- Fafle: przylegające, czarne.
- Uzębienie: Kompletny, mocny zgryz nożycowy (M3 nie są brane pod uwagę). Dopuszczany jest zgryz cęgowy.
- Oczy: ciemnobrązowe, o kształcie migdałów, o dobrze przylegających powiekach, osadzone nie za głęboko, ani nie wypukłe. Luźne powieki są wadą.
- Uszy: średniej wielkości, trójkątne, wysoko osadzone, lekko zaokrąglone, w stanie spoczynku płasko przylegające, przy natężonej uwadze skierowane do przodu, przy czym brzeg ucha przylega do głowy.
- Szyja: mocna, muskularna, średniej długości.
- Górna linia: od szyi lekko w dół, harmonijnie przechodząca w kłąb, następnie prosta, pozioma
- Grzbiet: mocny i prosty, poziomy
- Lędźwie: szerokie i mocne, widziane z góry lekko wcięte.
- Zad: łagodnie zaokrąglony.
- Klatka piersiowa: szeroka i głęboka, sięgająca do łokci, z wyraźnym przedpiersiem, o szeroko-owalnym przekroju, żebra sięgające możliwie jak najdalej do tyłu.
- Dolna linia i brzuch: Od klatki piersiowej lekko wznosząca się ku tylnym kończynom.
- Ogon: gęsto owłosiony, sięgający przynajmniej do stawu skokowego, w stanie spoczynku zwisający, w ruchu noszony na wysokości grzbietu lub lekko powyżej.
- Kończyny: mocnej budowy.
- Kończyny przednie: patrząc z przodu proste i równoległe, raczej szeroko ustawione.
- Łopatki: długie, mocne, ustawione ukośnie, tworzące z ramieniem kąt niezbyt rozwarty, przylegające i dobrze umięśnione.
- Łokcie: dobrze przylegające, nie odstające ani nie wykręcone do wewnątrz.
- Przedramię: mocne, proste.
- Śródręcze: widziane z boku prawie prostopadłe do podłoża, mocne, widziane z przodu stanowi proste przedłużenie przedramienia.
- Łapy: krótkie, zaokrąglone i zwarte, palce dobrze wysklepione, nie wykręcone ani do wewnątrz, ani na zewnątrz.
- Kończyny tylne: patrząc od tyłu ustawione równolegle, nie za wąsko.
- Udo: dość długie, szerokie, mocne, dobrze umięśnione.
- Podudzie: długie, tworzące z udem wyraźny kąt.
- Staw kolanowy: wyraźnie kątowany.
- Staw skokowy: mocny i dobrze kątowany.
- Śródstopie: Prawie prostopadłe, ostrogi muszą być usunięte, z wyjątkiem krajów, gdzie operacyjne usuwanie ostróg jest zabronione.
- Stopa: lekko wysklepiona, mniej niż łapa nie skręcona ani do środka ani na zewnątrz.

### Szata i umaszczenie
Szata: włos długi, błyszczący, prosty lub lekko sfalowany.
Umaszczenie: kruczoczarna maść podstawowa z ciemnym brązowo-czerwonym podpalaniem na policzkach, nad oczami, na wszystkich czterech kończynach i na klatce piersiowej, z białymi znaczeniami według wzoru: czysto biały, symetryczny rysunek na głowie: biała strzałka, która się rozszerza symetrycznie w kierunku nosa, tworząc białe znaczenie na kufie.
Strzałka na czole nie powinna zachodzić na brązowe plamy nad oczami, a białe znaczenie na kufie powinno sięgać najwyżej do kącików warg. Białe, umiarkowanie szerokie znaczenie przechodzące z podgardla na klatkę piersiową. Pożądane: białe łapy, biały koniec ogona, tolerowane: mała, biała plama na karku, mała, biała plama przy odbycie.

## Zachowanie i charakter
Psy tej rasy są łagodne i przyjazne w stosunku do ludzi. Tolerują dzieci i są wobec nich ostrożne, cierpliwe i opiekuńcze. Nie są agresywne w stosunku do gości, przechodniów czy innych zwierząt. Mimo to posiadają instynkt stróża – zaniepokojone alarmują. Pilnują też przedmiotów należących do właściciela. Mają wrażliwą i plastyczną psychikę, wymagają bliskiego kontaktu z człowiekiem, a pozbawione otoczenia ludzi stają się lękliwe. W ich rozwoju i wychowaniu bardzo ważną rolę pełni wczesna socjalizacja z różnymi przedmiotami i sytuacjami – zapoznanie psa z jak największą ilością nowych sytuacji najlepiej przeprowadzić do 16 tyg. życia szczeniaka. Potrzebują sporo ruchu. Berneńczyk ma dobrą pamięć i duży potencjał intelektualny.

## Użytkowość
Berneński pies pasterski obecnie jest hodowany jako pies rodzinny, pełni też rolę stróża. Sprawdza się w terapii chorych, pracuje z osobami niepełnosprawnymi. Nadaje się do szkolenia na psa towarzyszącego, tropiącego i ratowniczego – lawinowego oraz gruzowego. Ze względu na swoją wagę rzadko startuje w konkursach na sprawność i zwinność (agility), ale może brać udział w konkursach posłuszeństwa (obedience) i zaganiania.

## Zdrowie i pielęgnacja
Berneńskie psy pasterskie żyją średnio 6 do 8 lat, zatem krócej niż podobne rasy mające zbliżone rozmiary. Szczenięta rodzą się niekiedy z rozszczepem podniebienia lub zajęczą wargą. Typowe dla dorosłych przedstawicieli rasy schorzenia to:
- dysplazja stawów biodrowych i łokciowych;
- skręt żołądka;
- nowotwory (szczególnie histiocytoza), będące przyczyną 40% zgonów tych psów;
- entropium;
- ektropium;
- postępujący zanik siatkówki (PRA);
- steroidozależne zapalenie tętnic opon mózgowych;
- choroba von Willebrandta.;
- padaczka;
- mielopatia zwyrodnieniowa;
- kłębuszkowe zapalenie nerek;
- dysplazja nerkowa.

Rasa ta jest wrażliwa na wysokie temperatury, jako że wywodzi się z terenów wysokogórskich. Ma skłonności do nadwagi. Może zdradzać tendencję do połykania przedmiotów niejadalnych. Szata berneńczyka wymaga regularnego szczotkowania (min. 2 razy w tygodniu), zwłaszcza w okresie wymiany włosa. Sierść może się kołtunić, zwłaszcza w okolicach uszu.

## Popularność
Berneński pies pasterski jest rozpowszechniony na wielu kontynentach. W Stanach Zjednoczonych istnieje Klub Berneńskiego Psa Pasterskiego, istnieją także hodowle tej rasy na kontynencie Ameryki Południowej i w Japonii.
Berneńczyki przybyły do Polski z Czech pod koniec lat siedemdziesiątych. Pierwszy polski miot przyszedł na świat w 1981 roku. W ostatnich latach odnotowuje się wzrost zainteresowania tą rasą.